# Gustav Zeuner
Gustav Anton Zeuner, född 30 november 1828 i Chemnitz, död 17 oktober 1907 i Dresden, var en tysk ingenjör.
Zeuner studerade bergsvetenskap i Freiberg och Paris, blev 1851 lärare i mekanik vid Bergsakademien i Freiberg och 1855 professor i tillämpad mekanik och teoretisk maskinlära vid Zürichs nybildade Polytechnikum samt var 1859–1868 rektor för denna anstalt. 
År 1871 blev han rektor och professor vid Bergsakademien i Freiberg samt ledde dennas nyorganisering, även sedan han 1873 övertagit professuren i mekanik vid rektoratet för Polytechnikum i Dresden, vars ombildning till fullständig teknisk högskola därefter fullbordades. År 1890 lämnade han rektorsbefattningen, på grund av att valrektorat infördes, men kvarstod som professor till 1897.
Zeuner redigerade 1854–1857 tidskriften Der Civilingenieur. På den teoretiska maskinlärans område var han en av sin tids främsta. Tillsammans med Leo Koenigsberger i Wien utgav han Repetitorium der literarischen Arbeiten aus dem Gebiet der reinen und angewandten Mathematik (1876–1877). Zeuner invaldes som utländsk ledamot av svenska Vetenskapsakademien 1873.